# Wieland Giebel
Wieland Giebel (* 12. Februar 1950 in Schmalkalden, Thüringen) ist ein deutscher Autor, Verleger, Herausgeber, Journalist, Übersetzer und Fotograf. Er gründete 2005 den Berlin Story Verlag.

## Leben
Im Alter von zwei Jahren siedelte Giebel mit seinen Eltern in die Bundesrepublik nach Kassel über. In Kassel besuchte er das Humanistische Gymnasium und bestand dort 1970 das Abitur. 1971 gehörte er zu den Mitbegründern des Verlages Elefanten Press. Von 1971 bis 1973 war Giebel Bundesgeschäftsführer beim Verband der Kriegsdienstverweigerer. Er studierte von 1973 bis 1976 Jura an der Universität Bochum und von 1987 bis 1988 an der Universität Münster Oecotrophologie. 1976 organisierte er eine Rundreise revolutionärer portugiesischer Soldaten durch 50 deutsche Garnisonsstädte, 1977 bis 1981 Rundreisen irischer Freiheitskämpfer. 1976 bis 1983 arbeitete er als Lagerarbeiter und Gabelstaplerfahrer in einer Fernsehfabrik in Bochum.
Von 1983 bis 1986 war er als Entwicklungshelfer für Ländliche Entwicklung in Ruanda tätig. Als freier Journalist arbeitete er von 1987 bis 1990 für den öffentlich-rechtlichen Rundfunk und 1989 für die Tageszeitung taz in Berlin. Giebel schrieb außerdem als Autor und Übersetzer unter anderem für die Verlage DuMont, Bertelsmann, Brockhaus, Weltbild, Ravensburger und Luchterhand. Ab 1989 bis 1990 war Giebel Referent des Europäischen Parlamentes und befasste sich mit der Umwelt-Bestandsaufnahme in der DDR.

### Berlin Story – Buchhandlung, Verlag, Dauerausstellung
Für den Reisebuchverlag APA Guides in Singapur arbeitete Giebel 1990 bis 1993 als Managing Editor und Herausgeber. 1997 eröffnete er die Buchhandlung Berlin Story in Berlin. 2002 produzierte Giebel den Film The Making of Berlin, der als DVD in zehn Sprachen erschien. 2005 gründete er den Berlin Story Verlag, der vor allem Literatur zur Geschichte Berlins und zum Nationalsozialismus im Programm führt. Von 2006 bis 2012 führte der von ihm gegründete Verein Historiale ein jährliches Geschichtsfestival durch mit bis zu 90.000 Besuchern. Im Theater Berlin Story Salon Unter den Linden fanden 2008 bis 2011 abendliche Dinner-Shows statt. Nach mehreren Umzügen und einer Insolvenz von Buchhandlung, Café und Dinner-Show-Theater Anfang 2011 waren die drei Geschäfte der Berlin Story bis Ende 2016 Unter den Linden 10 und 40 untergebracht. Anschließend zog die Buchhandlung in den Berlin Story Bunker, dem ursprünglichen Anhalter Hochbunker Berlin am Anhalter Bahnhof. 2016 kuratierte Giebel im Bunker die Dauerausstellung „Hitler – wie konnte es geschehen“ mit 350.000 Besuchern im Jahr 2019. In diesem Bunker aus der Nazi-Zeit wendet sich die umfangreichste Ausstellung über den Nationalsozialismus mit Audioguide in acht Sprachen gegen Rassismus, Antisemitismus und Fremdenfeindlichkeit. 2022 kuratierte er die zeitlich direkt anschließende Dauerausstellung zur deutschen Geschichte von der bedingungslosen Kapitulation 1945 bis heute. 1968 wird dabei als Wende von der Nazi-belasteten Zeit zur Modernisierung gesehen, als Frauen allmählich begannen, stärker Einfluss auf die gesellschaftliche Entwicklung zu nehmen.

### Panzer vor der russischen Botschaft
Im Zusammenhang mit dem Russisch-Ukrainischen Krieg begann Giebel mit der Planung, als Zeichen des Protests einen zerschossenen russischen Panzer temporär vor der russischen Botschaft aufzustellen. Dies wurde vom zuständigen Berliner Bezirk Mitte abgelehnt. Am 11. Oktober 2022 entschied das Berliner Verwaltungsgericht (VG 1 L 304/22), dass die Aufstellung des Panzers genehmigt werden muss.
Giebel ist in zahlreichen Vereinen ehrenamtlich tätig, so unter anderem bei Historiale e. V. (als Vorstandsvorsitzender) und den Freunden und Förderern des Stadtmuseums Berlin.

### Persönliches
Giebel hat drei erwachsene Kinder.
Über seine Reisen 2006 bis 2009 in die Türkei, Syrien, den Iran und den Irak sowie 2013 auf die Arabische Halbinsel schrieb er Reisetagebücher, die er im Internet veröffentlichte.

## Werke (Auswahl)

### Autor
- Dreimal Berlin – früher, geteilt, heute – then, divided, now, Berlin Story Verlag, Berlin 2014, zusammen mit Norman Bösch; ISBN 978-3-95723-030-0.
- 1945 in Berlin. Berlin Story Verlag, Berlin 2014; ISBN 978-3-95723-001-0. (erschienen auch als Italienische und Russische Ausgabe)
- Wandel im Flug – Berlins Veränderung nach dem Fall der Mauer. (zusammen mit Robert Grahn), Berlin Story Verlag, Berlin 2014; ISBN 978-3-95723-009-6.
- 1933–45, 1945–89, Berlin, Nationalsozialismus, Kalter Krieg. Berlin-Story-Verlag, Berlin 2013; ISBN 978-3-86368-118-0. (erschienen auch als Englische Ausgabe)
- Am Himmel von Berlin und Potsdam – Luftaufnahmen. (zusammen mit Dirk Laubner), Berlin Story Verlag, Berlin 2013; ISBN 978-3-86368-099-2.
- DDR in Color – Ost-Berlin 1960–1989. (zusammen mit Klaus Morgenstern), Berlin-Story-Verlag, Berlin 2013; ISBN 978-3-86368-074-9.
- Nacht über Berlin – Die leuchtende Hauptstadt von oben. (zusammen mit Robert Grahn), Berlin Story Verlag, Berlin 2013; ISBN 978-3-86368-122-7.
- Berlin Heute. [Buch und DVD] (zusammen mit Ron Mertiny und Bernd Papenfuß), Berlin-Story-Verlag, Berlin 2012; ISBN 978-3-86368-066-4. (erschienen auch als Englische, Spanische, Französische, Italienische und Niederländische Ausgabe)
- Hitlers Terror in Berlin – die braune Gewalt in Bildern. Berlin-Story-Verlag, Berlin 2012; ISBN 978-3-86368-065-7.
- Berlin Geschichte, Berlin Story Verlag, Berlin 2009; ISBN 978-3-95723-011-9. (erschienen auch als englische, niederländische, spanische, französische, russische, polnische und italienische Ausgabe)
- Berlin. DuMont-Reiseverlag, Ostfildern 2009, ISBN 978-3-7701-6407-3 (erschienen auch in Dänemark und den Niederlanden); Auflage 2017, ISBN 978-3-7701-8309-8.
- Wanderungen in der Mark Brandenburg. Steiger, Augsburg 1997; ISBN 3-89652-063-6.
- Kassel. Dubilski, Berlin 1992; ISBN 3-929100-00-2.
- Ein friedlicher Ort Otto Maier Verlag, Ravensburg 1991; ISBN 3-473-35106-7. Joan Lingard, Geschichten aus Nordirland, Nachwort zu dem Jugendroman.
- Über die Barrikaden Otto Maier Verlag, Ravensburg 1990; ISBN 3-473-35081-8. Joan Lingard, Geschichten aus Nordirland, Nachwort zu dem Jugendroman.
- Der zwölfte Juli Otto Maier Verlag, Ravensburg 1989; ISBN 3-473-35079-6. Joan Lingard, Geschichten aus Nordirland, Nachwort zu dem Jugendroman.
- Das kurze Leben des Brian Stewart – Alltag im irischen Bürgerkrieg. Elefanten-Press-Verlag, Berlin 1981; ISBN 3-88520-051-1.
- Geh nicht zurück – Die Geschichte einer Flucht Weismann Verlag, München 1980, ISBN 3-921040-10-8. Nigel Gray, dokumentarischer Bericht über die Lage in Nordirland.

### Herausgeber
- Ich traf Hitler – Die Interviews von Karl Höffkes mit Zeitzeugen. Berlin Story Verlag, Berlin 2020; ISBN 978-3-95723-153-6.
- Warum ich Nazi wurde – Biogramme früher Nationalsozialisten. Berlin Story Verlag, Berlin 2018; ISBN 978-3-95723-129-1.
- Die Mara – das Leben einer berühmten Sängerin. Berlin Story Verlag, Berlin 2012; ISBN 978-3-86368-045-9
- Bomben auf Berlin – Zeitzeugen berichten vom Luftkrieg. Berlin Story Verlag, Berlin 2012; ISBN 978-3-86368-079-4.
- Das braune Berlin. Berlin Story Verlag, Berlin 2012; ISBN 978-3-86368-064-0.
- Goebbels' Propaganda „Das erwachende Berlin“. Berlin Story Verlag, Berlin 2012; ISBN 978-3-86368-071-8.
- Die Mara – Das Leben einer berühmten Sängerin, Berlin Story Verlag, Berlin 2012; von Rosa Kaulitz-Niedeck; ISBN 978-3-86368-045-9.
- Die Primadonna Friedrichs des Großen, Berlin Story Verlag, Berlin 2011, von Oskar Anwand; ISBN 978-3-86368-043-5.
- Der Alte Fritz in fünfzig Bildern für Jung und Alt, Berlin Story Verlag, Berlin 2011, von Richard Knötel (Illustrator), Carl Röchling (Illustrator); ISBN 978-3-86368-042-8.
- Special Services Tour of Berlin 1950, zusammen mit Norman Bösch, Berlin Story Verlag, Berlin 2010; ISBN 978-3-86855-041-2.
- Briefwechsel mit Friedrich II. / Francesco Algarotti. Berlin Story Verlag, Berlin 2008; ISBN  978-3-929829-59-4.
- Berlin damals und heute. Berlin Story Verlag, Berlin 2007; ISBN 978-3-86368-028-2.
- Das Reiterdenkmal Friedrichs des Großen. Berlin Story Verlag, Berlin 2007; ISBN  978-3-929829-69-3.
- Die Tagebücher des Grafen Lehndorff – Die geheimen Aufzeichnungen des Kammerherrn der Königin Elisabeth Christine. Berlin Story Verlag, Berlin 2007; ISBN 978-3-929829-52-5.
- Die Franzosen in Berlin – 1806–1808. Berlin Story Verlag, Berlin 2006; ISBN 978-3-929829-41-9.
- Friedrich der Große und sein Hof – Persönliche Erinnerungen an einen 20jährigen Aufenthalt in Berlin / von Dieudonné Thiébault. Berlin Story Verlag, Berlin 2005; ISBN 978-3-86368-049-7.
- Neunundsechzig Jahre am Preußischen Hofe – Aus den Erinnerungen der Oberhofmeisterin Sophie Marie Gräfin von Voss. Berlin Story Verlag, Berlin 2005; ISBN 978-3-86368-092-3.
- Frankfurt & Umgebung. Reise- und Verkehrsverlag, München 1993; ISBN 3-575-21048-9.
- Dresden. Reise- und Verkehrsverlag, München 1992; ISBN 3-575-21034-9.

### Filme
- Alles über Berlin, Berlin Story Verlag, Berlin 2014; ISBN 978-3-95723-051-5. mit den Filmen The Making of Berlin, Die Berliner Mauer und Berlin Heute
- Berlin heute, Berlin Story Verlag, Berlin 2012; ISBN 978-3-86368-066-4. Deutsch und englisch, Text und Regie
- Die Berliner Mauer 1961–1989, Berlin Story Verlag, Berlin 2010; ISBN 978-3-95723-039-3. DVD deutsch und englisch
- The Making of Berlin, Berlin Story Verlag, Berlin 2002; ISBN 978-3-95723-033-1. Aktualisierungen bis 2014; DVD in zehn Sprachen (deutsch, englisch, französisch, spanisch, italienisch, niederländisch, dänisch, russisch, türkisch, chinesisch)

### Karten
- Berlin 1933–45, 1945–89, Nationalsozialismus, Kalter Krieg, Berlin Story Verlag, Berlin 2013; ISBN 978-3-86368-118-0.